# Eberlanzia sedoides
Eberlanzia sedoides är en isörtsväxtart som beskrevs av Schwant. Eberlanzia sedoides ingår i släktet Eberlanzia och familjen isörtsväxter. Inga underarter finns listade i Catalogue of Life.